# Пит (река)
Пит (англ. Pit River) — река на северо-востоке штата Калифорния, США. Крупнейший приток реки Сакраменто. Длина реки составляет 333 км; длина от истока самого протяжённого из верховий реки Пит достигает 507 км. Площадь бассейна — 18 296 км².

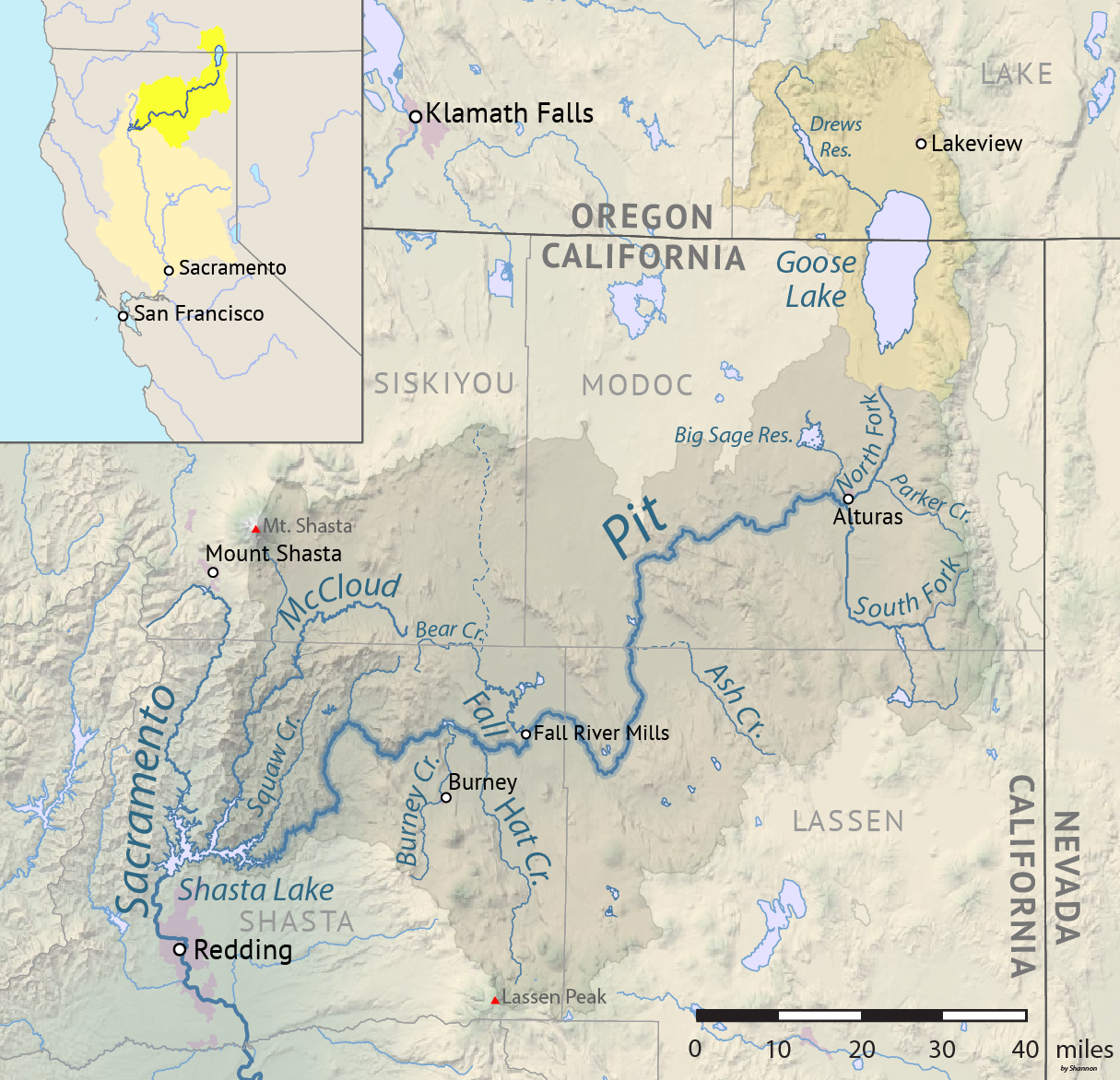
Схема бассейна реки Пит

Река Пит берёт начало в виде нескольких верховий. Верховье Саут-Форк начинается как слияние нескольких ручьёв в долине Джесс, в 21 км к северо-востоку от невключённого городка Мадлен, и течёт через узкий каньон на запад, протекает через статистически обособленную местность Лайкли, а затем выходит в широкую долину, где воды реки используются для орошения. Верховье Норт-Форк, протяжённость которого составляет 48 км, берёт начало в 8 км к юго-востоку от города Дэвис-Крик и течёт преимущественно в южном и юго-западном направлениях. Норт-Форк и Саут-Форк сливаются к северу от города Альтурас, округ Модок.
После слияния верховий река течёт на запад и юго-запад по территории округа Модок, протекая через статистически обособленную местность Канби и через национальный лес Модок. Далее река Пит поворачивает на юг и протекает через статистически-обособленную местность Лукаут, пересекает границу с округом Лассен, после чего течёт через статистически-обособленную местность Бибер. Ниже, на территории национального леса Шаста-Тринити, река пересекает Каскадные горы, извиваясь в узком ущелье. Далее река течёт главным образом в западном и юго-западном направлениях, протекая через город Фол-Ривер-Милс. Нижние 50 км течения реки Пит образуют один из рукавов водохранилища Шаста, расположенного на реке Сакраменто, в которое река и впадает.